# Alexander Faltsetas
Alexander Daniel Faltsetas, född 4 juli 1987 i Högsbohöjd i Högsbo församling i Göteborg, är en svensk fotbollsspelare (mittfältare) som är spelande assisterande tränare i Utsiktens BK.

## Karriär
Faltsetas moderklubb är Västra Frölunda IF. Efter en sejour i FC Trollhättan värvades han till IFK Göteborg inför den allsvenska säsongen 2010. Han utlånades i augusti 2011 till IK Brage i superettan. 2012–2013 spelade han för Gefle IF. Under säsongen 2013 spelade Faltsetas 27 allsvenska matcher från start, de tre resterande matcherna missade han av avstängningar. Den 7 januari 2014 skrev han på för Djurgårdens IF i allsvenskan.
Den 24 januari 2017 värvades Faltsetas av BK Häcken, där han skrev på ett fyraårskontrakt. I december 2019 förlängde Faltsetas sitt kontrakt med två år. I augusti 2021 förlängde han sitt kontrakt i BK Häcken fram över säsongen 2023. Den 7 juli 2022 lånades Faltsetas ut till Helsingborgs IF på ett låneavtal över resten av säsongen 2022.
I januari 2023 värvades Faltsetas av Utsiktens BK, där han skrev på ett treårskontrakt.